# L'Ouverture du pont de Waterloo
L'Ouverture du pont de Waterloo (en anglais, The Opening of Waterloo Bridge) est une peinture historique de 1832 réalisée par l'artiste britannique John Constable. Il représente la scène du 18 juin 1817, lorsque le pont de Waterloo nouvellement construit sur la Tamise à Londres a été inauguré solennellement par le prince régent George IV.
Le pont, conçu par John Rennie, a été inauguré à l'occasion du deuxième anniversaire de la bataille de Waterloo, d'où son nom. Constable a été témoin de l'événement et a réalisé un certain nombre de peintures préparatoires visant à produire une toile plus grande pour commémorer l'événement. La version finale du tableau a été exposée à l'Exposition d'été de la Royal Academy.

## Description

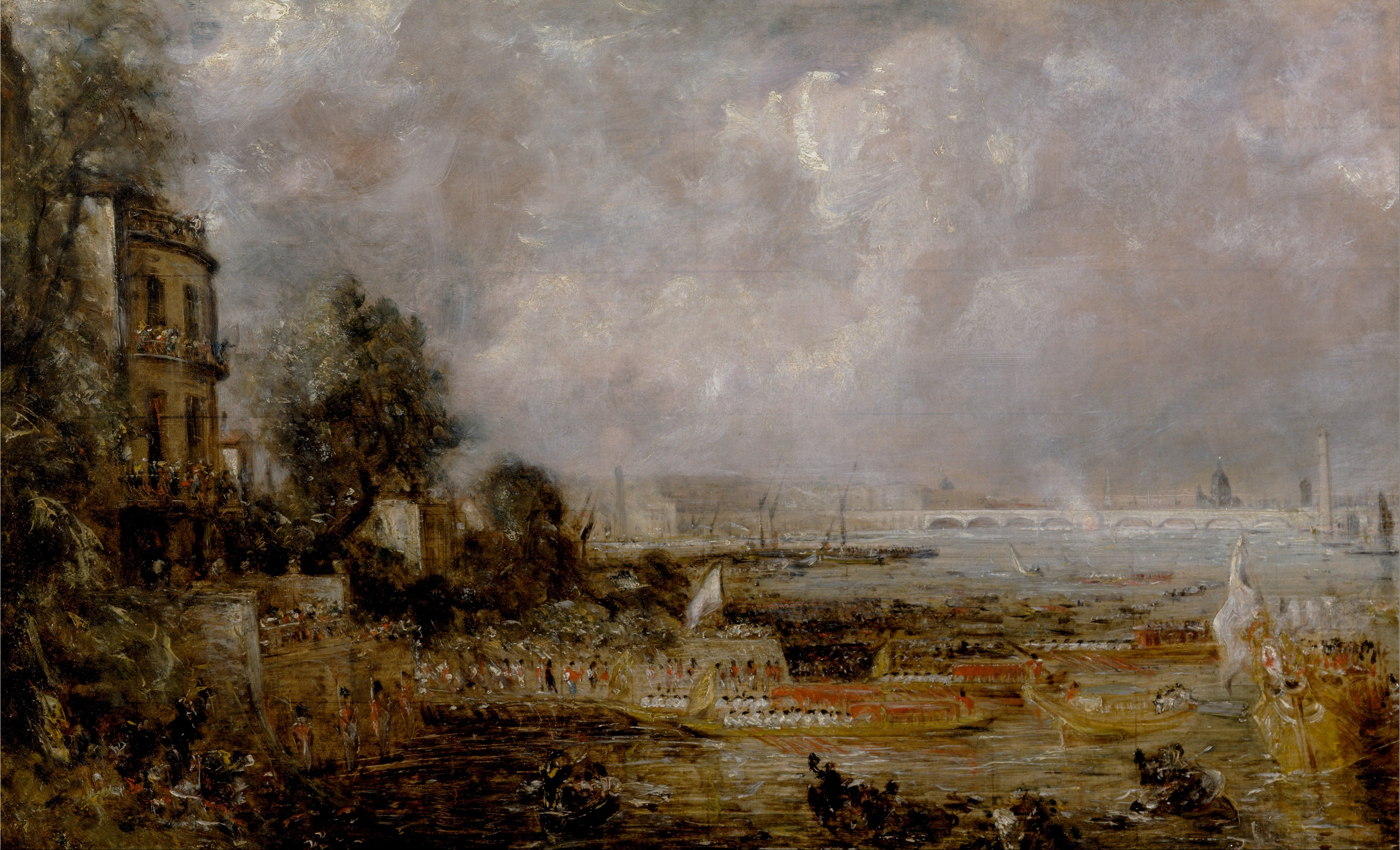
Esquisse pour l'oeuvre, 1829-31.

La scène montre plusieurs barges partant vers le pont, menées par celle du prince régent (au moment où le tableau a été exposé, il avait régné pendant une décennie sous le nom de George IV avant sa mort en 1830). Il comprend Somerset House, à proximité du nouveau pont, où se trouvait le siège de la Royal Academy. Reflétant le laps de temps entre la scène représentée et son achèvement final, Constable ajoute un certain nombre de bâtiments industriels sur la rive sud qui n'étaient pas présents en 1817.
Le tableau fait aujourd'hui partie de la collection de la Tate Britain à Pimlico, qui l'a acquis en 1987.